# Cumnoria prestwichii
La cumnoria (Cumnoria prestwichii) è un dinosauro erbivoro appartenente agli ornitopodi. Visse nel Giurassico superiore (Kimmeridgiano, circa 155 milioni di anni fa) e i suoi resti sono stati ritrovati in Inghilterra. È stato a lungo considerato identico al più famoso Camptosaurus.

## Descrizione
I resti di questo animale comprendono uno scheletro incompleto, proveniente da un individuo lungo circa 3,5 metri e dalla corporatura relativamente gracile. Cumnoria doveva essere un rappresentante piuttosto piccolo degli iguanodonti, e le lunghe zampe posteriori fanno pensare a un'andatura principalmente bipede. Si suppone che l'esemplare noto, tuttavia, fosse un giovane, e che gli esemplari adulti potessero essere più grandi e robusti.

## Storia della scoperta e della classificazione
Questo dinosauro è conosciuto per parte di uno scheletro e di un cranio, scoperti nell'Ottocento nella formazione Kimmeridge Clay dei Chawley Brick Pits, a Cumnor Hurst. I lavoratori, inizialmente, scartarono i fossili, ma uno di loro successivamente recuperò le ossa e le mostrò al professor George Rolleston, un anatomista  dell'università di Oxford. Rolleston, poi, li portò all'attenzione del professor Joseph Prestwich, che nel 1879 descrisse i resti come una nuova specie di Iguanodon ma non coniò alcun nome specifico. Nel 1880 Prestwich pubblicò un articolo sulla stratigrafia geologica del ritrovamento, e lo stesso anno John Whitaker Hulke denominò la specie Iguanodon prestwichii, in onore di Prestwich.
Nel 1888 Harry Govier Seeley decise che il taxon rappresentava un nuovo genere, che denominò Cumnoria (da Cumnor). Il genere nuovo fu però presto abbandonato, poiché nel 1889 Richard Lydekker assegnò la specie a Camptosaurus, un genere di iguanodonte nordamericano. Questa opinione fu generalmente accettata per più di un secolo. Nel 1980, poi, Peter Galton effettuò la prima descrizione moderna di questa specie. Nel 1998 David Norman concluse che la distinzione originale del nome generico, operata da Seeley, era valida. Nel 2008 questa idea venne sostenuta anche da Darren Naish e David Martill; nel 2010 e nel 2011, analisi cladistiche di Andrew T. McDonald confermarono una netta distinzione tra Cumnoria e Camptosaurus.
Camptosaurus prestwichii è stato tradizionalmente assegnato alla famiglia dei camptosauridi, che raggruppa alcuni iguanodonti basali del Giurassico. Le analisi di McDonald, tuttavia, hanno confermato che questo dinosauro era più derivato ("evoluto") di Camptosaurus e probabilmente rappresentava uno dei primi esempi di Styracosterna, un gruppo di iguanodonti che comprende lo stesso Iguanodon e i dinosauri a becco d'anatra.